# 日本中小企業学会
日本中小企業学会 （にほんちゅうしょうきぎょうがっかい、Japan Academy of Small Business Studies）は、日本国ならびに世界各国の中小企業に関する研究を目的として、1980年に設立された、日本の中小企業研究を代表する学会組織である。第15期本部事務局は長崎県立大学経営学部田代智治研究室にある。

## 日本中小企業学会 歴代会長
出典は公式サイト等による。
| 期 | 在任期間         | 氏名       | 備考(主な経歴等) |
| -- | ---------------- | ---------- | --- |
| 1  | 1980年から1981年 | 山中篤太郎 | 日本学術振興会産業構造・中小企業第118委員会初代委員長、一橋大学学長、上田貞次郎門下                                                                               |
| 2  | 1983年から1986年 | 伊東岱吉   | 日本学術振興会産業構造・中小企業第118委員会委員、慶應義塾大学教授                                                                                                 |
| 3  | 1986年から1989年 | 小林靖雄   | 東京工業大学教授、放送大学副学長、東京商科大学（現一橋大学）卒業、神戸大学経営学博士                                                                              |
| 4  | 1989年から1992年 | 瀧澤菊太郎 | 名古屋大学教授、東京商科大学（現一橋大学）卒業（山中篤太郎門下）、名古屋大学経済学博士                                                                            |
| 5  | 1992年から1995年 | 小川英次   | 日本学術振興会産業構造・中小企業第118委員会委員長、名古屋大学教授、中京大学学長、名古屋大学経済学博士                                                             |
| 6  | 1995年から1998年 | 佐藤芳雄   | 慶應義塾大学教授、慶應義塾大学大学院修了（伊東岱吉門下）、慶應義塾大学経済学博士                                                                                  |
| 7  | 1998年から2001年 | 伊藤公一   | 日本学術振興会第118委員会名誉委員、千葉商科大学教授、一橋大学卒業（山中篤太郎門下。瀧澤菊太郎の弟弟子）、慶應義塾大学大学院修了（伊東岱吉門下。佐藤芳雄の弟弟子） |
| 8  | 2001年から2004年 | 港徹雄     | 日本学術振興会産業構造・中小企業第118委員会委員長、青山学院大学教授                                                                                               |
| 9  | 2004年から2007年 | 渡辺幸男   | 日本学術振興会産業構造・中小企業第118委員会委員長、慶應義塾大学教授                                                                                               |
| 10 | 2007年から2010年 | 三井逸友   | 日本学術振興会産業構造・中小企業第118委員会副委員長、中小企業憲章に関する研究会委員、横浜国立大学教授、慶應義塾大学大学院修了                                     |
| 11 | 2010年から2013年 | 髙田亮爾   | 日本学術振興会産業構造・中小企業第１１８委員会委員、流通科学大学教授、京都大学博士（経済学）                                                                      |
| 12 | 2013年から2016年 | 寺岡寛     | 日本学術振興会産業構造・中小企業第１１８委員会委員、中京大学教授、京都大学博士 (経済学)                                                                           |
| 13 | 2016年から2019年 | 岡室博之   | 日本学術振興会産業構造・中小企業第118委員会委員長、一橋大学教授、Dr.rer.pol.(University of Bonn）                                                                 |
| 14 | 2019年から2022年 | 佐竹隆幸   | 兵庫県参与、兵庫県立大学教授、関西学院大学教授、兵庫県立大学博士 (経営学)                                                                                         |
| 15 | 2022年から2025年 | 池田潔     | 兵庫県立大学教授、大阪商業大学教授、兵庫県立大学博士（経営学） |